# Hietaniemi, Kiruna kommun
Hietaniemi är en bebyggelse vid södra stranden av Jukkasjärvi i Kiruna kommun. Vid avgränsningen 2020 men ej 2023 klassades denna bebyggelse som en  småort.